# Pożyczka gotówkowa
Pożyczka gotówkowa (ang. cash loan) – umowa, na podstawie której pożyczkodawca udostępnia na określony czas pożyczkobiorcy określoną sumę środków pieniężnych, zaś pożyczkobiorca zobowiązuje się w umówionym terminie zwrócić pożyczoną sumę środków pieniężnych, oraz (zazwyczaj) wynagrodzenie (opłatę, odsetki) dla pożyczkodawcy z tytułu ich udostępnienia.

Przez umowę pożyczki dający pożyczkę zobowiązuje się przenieść na własność biorącego określoną ilość pieniędzy albo rzeczy oznaczonych tylko co do gatunku, a biorący zobowiązuje się zwrócić tę samą ilość pieniędzy albo tę samą ilość rzeczy tego samego gatunku i tej samej jakości. W przypadku pożyczki o wartości powyżej 1000 złotych, umowa powinna być zawarta w formie pisemnej (dla celów dowodowych).

Umowa o pożyczkę gotówkową powinna być zawarta w formie pisemnej, o ile przepisy prawa nie stanowią inaczej. Od 8 września 2016 r. art. 720 § 2 k.c. stanowi, że umowa pożyczki, której wartość przekracza tysiąc złotych, wymaga zachowania formy dokumentowej. Umowa pożyczki na niższą kwotę może przyjąć formę ustną. Treść takiej umowy została przez ustawodawcę określona w Rozdziale 3 ustawy o kredycie konsumenckim. w celu zapewnienia jak najwyższego stopnia ochrony prawnej konsumentowi jako podmiotowi nieprofesjonalnemu.

## Strony umowy
Pożyczki mogą udzielić wszystkie podmioty mające zdolność do czynności prawnych, zarówno osoby fizyczne, osoby prawne, jak i jednostki organizacyjne nieposiadające osobowości prawnej. Odróżnia je to od kredytu, którego zgodnie z prawem udzielić mogą wyłącznie banki. Każda umowa, także i ta dotycząca pożyczki, musi jasno określać strony umowy, czyli zaznaczyć kto bierze udział w danej transakcji i jaką rolę pełni.
Jeśli pożyczkodawcą jest podmiot gospodarczy świadczący usługę w ramach prowadzonej działalności gospodarczej (np. bank, inna instytucja finansowa, czyli tzw. firma pożyczkowa, spółdzielcza kasa oszczędnościowo-kredytowa), należy zwrócić uwagę na szersze znaczenie pojęcia pożyczka, zgodnie z przepisami ustawy o kredycie konsumenckim – stosuje się do niej takie same zasady jak przy kredycie konsumenckim.
Wiążą się z tym określone obowiązki pożyczkodawcy wobec pożyczkobiorcy, związane z przekazaniem w sposób jednoznaczny, zrozumiały i jasny danych dotyczących kredytu konsumenckiego (za który na mocy przepisów ustawy pożyczka zostaje uznana) – zostały one przez ustawodawcę opisane w art. 11–28 ustawy o kredycie konsumenckim. Również po stronie pożyczkobiorcy zostały określone warunki, które muszą zostać spełnione, aby pożyczka taka mogła dojść do skutku – zgodnie z przepisami ustawy o kredycie konsumenckim przed zawarciem umowy instytucja pożyczająca środki ma obowiązek dokonania oceny ryzyka kredytowego. Konsument chcąc uzyskać pożyczkę musi zatem udzielić informacji na temat swojej sytuacji finansowej (i przedstawić dokumenty jeśli padło takie żądanie), zaś pożyczkodawca może korzystać także z informacji o konsumencie zawartych w bazie danych lub zbiorze danych. Jeśli pożyczkodawcą jest bank, ocena ryzyka kredytowego dokonywana jest także przy uwzględnieniu przepisów ustawy Prawo bankowe.

## Treść umowy
Pożyczka udzielania przez instytucję finansową nie musi określać celu, na jaki jest przeznaczona – w niektórych przypadkach taki charakter pożyczki („na każdy cel”) stanowi element kampanii marketingowej mającej zwrócić uwagę konsumentów na daną ofertę. Zazwyczaj jednak cel pożyczki jest w umowie precyzyjnie określony.
Pożyczka udzielona na podstawie ustawy o kredycie konsumenckim jest umową odpłatną. Wynika to wprost z przepisu art. 30 ustawy, który wskazuje, że umowa powinna określać „stopę oprocentowania kredytu oraz warunki jej zmiany z podaniem indeksu lub stopy referencyjnej, o ile ma zastosowanie do pierwotnej stopy oprocentowania kredytu; jeżeli umowa o kredyt konsumencki przewiduje różne stopy oprocentowania, informacje te podaje się dla wszystkich stosowanych stóp procentowych w danym okresie obowiązywania umowy”. Dla konsumenta istotna jest również informacja o rzeczywistej rocznej stopie oprocentowania oraz całkowitej kwocie do zapłaty, która powinna być ustalona w dniu zawarcia umowy wraz z podaniem wszystkich założeń przyjętych do jej obliczenia. Opłaty nie mogą przekroczyć maksymalnych pozaodsetkowych kosztów kredytu.
Istotne jest również dodatkowe zabezpieczenie praw konsumenta klauzulą z art. 47 ustawy o kredycie konsumenckim: „postanowienia umowne nie mogą wyłączać ani ograniczać uprawnień konsumenta przewidzianych w ustawie. W takich przypadkach stosuje się przepisy ustawy”. Przepisy ustawy regulują także kwestie spłaty przed terminem oraz odstąpienia od umowy przez konsumentów.